# Mingan-Archipelago-Nationalpark
Der Mingan-Archipelago-Nationalpark (französisch Réserve de parc national du Canada de l'Archipel-de-Mingan, englisch Mingan Archipelago National Park Reserve of Canada) ist ein maritimer  kanadischer Nationalpark im Osten der Provinz Québec um den Ort Havre-Saint-Pierre, der östlich von Sept-Îles und nördlich der Insel Anticosti liegt. Abweichend von den meisten anderen kanadischen Nationalparks trägt er wegen besonderen Nutzungsrechten für die lokalen indigenen Völker den Zusatz Reserve. Zum Schutzgebiet gehören aber nicht nur die Inseln, sondern auch ein schmaler Streifen des Festlands. So gehört auch der Lac Patterson im Westen, in der Mitte der Lac de la Grande Rivière oder der Lac des Plaines dazu, wo sich zahlreiche weitere, kleinere Seen befinden.
Der Nationalpark wurde 1984 gegründet und hat eine Fläche von 151 km², dabei erstreckt er sich über eine Distanz von 150 km am Nordufer des Sankt-Lorenz-Stroms. Der Park umfasst unter anderem den Mingan-Archipel, der aus 40 Inseln besteht. Bereits seit 1979 beschäftigt sich die in der Ortschaft Longue-Pointe-de-Mingan ansässige Forschungsorganisation Mingan Island Cetacean Study mit den großen Meeressäugetieren der Region. Die Station mit einem angeschlossenen Museum leitet seit 2002 der Biologe Christian Ramp aus Bremen.
In der Region bestehen zwei Gemeinden der Innu, nämlich Mingan-Ekuanitshit and Natashquan-Nutashkan, die zusammen rund 1100 Einwohner zählen.

## Die Inseln
Die größten der etwa 40 Inseln sind: die Île aux Perroquets, die Île Nue de Mingan, die Grande Île, die Île Quarry, die Île Niapiskau, die Île du Fantôme, die Île du Havre, die Petite und die Grosse île au Marteau und die Île à la Chasse. Im Westen der Inselgruppe befindet sich die Île Nue de Mingan, die eine tundrenartige Landschaft aufweist (barrens); zudem hinterließen baskische Walfänger dort zahlreiche Öfen aus Eisen. Da das fragile Ökosystem durch Wanderer gefährdet würde, ist ihnen der Zutritt verboten. Ähnlich wie auf dieser Insel finden sich auch auf der Grande Île Monolithen und Monolithengruppen, wie etwa der Zoo im Nordwesten oder das Château im Nordosten, doch sind hier Wanderer auf dem Weg rund um die Insel (ca. 22 km) zugelassen. 

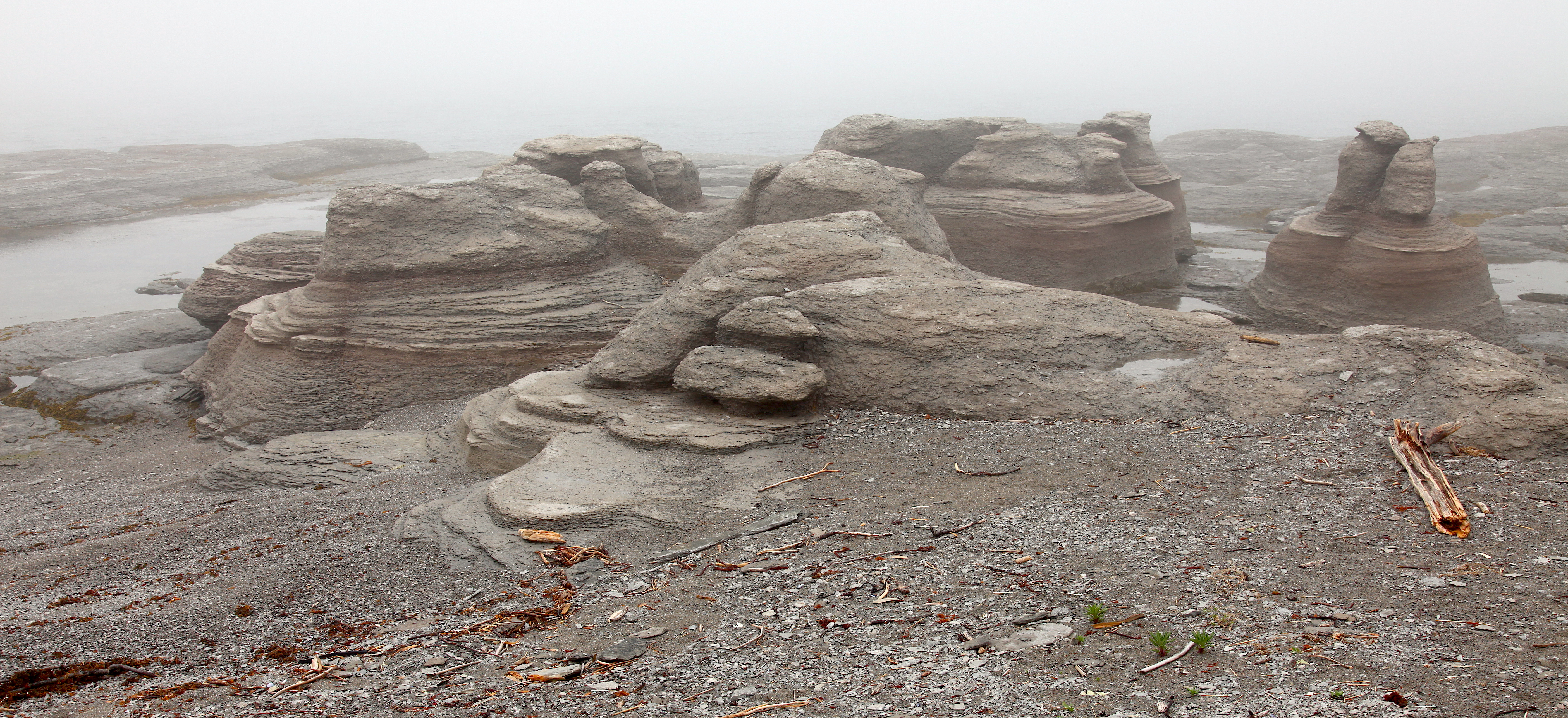
Eine nahezu fantastisch anmutende Gruppe von Monolithen im Morgennebel auf der Île Nue (dt. nackte Insel) im Parc national de l'Archipel-de-Mingan.

Auch auf der Île Quarry können Monolithen erwandert werden, wie etwa bei Anse des Érosions im Südwesten der Insel. Sogenannte Boardwalks erlauben es, auch Feuchtgebiete trockenen Fußes zu erreichen. Auf der Île Niapiskau befindet sich der Monolith Bonne Femme (Gute Frau, im Nordwesten). Parks Canada bietet dort Führungen mit Erläuterungen zur Geologie der Inseln an.
Die Île du Fantôme erhielt ihren Namen von einem Schoner dieses Namens, der 1862 vor der Nordwestküste havarierte. Dort bietet Parks Canada Führungen zur Tier- und Pflanzenwelt der Insel an. Direkt gegenüber von Havre-Saint-Pierre liegt die Insel Île du Havre. Dort befand sich eine Fuchsfarm der Hudson’s Bay Company in den 1930er Jahren. 15,3 km Wanderwege erschließen die Insel.
Sowohl auf der Île aux Perroquets, wo 1888 ein Leuchtturm eingerichtet wurde, als auch 1915 auf der Petite Île au Marteau entstanden Leuchtfeuer, die der Sicherung der Schifffahrt dienten. Letztere liegt südöstlich der Grosse Île au Marteau, die als eine der schönsten Inseln der Region gilt. Die östlichste Insel, noch hinter der Île Innu, ist die Île à la Chasse, wo der französische Naturforscher und Autor Count Henry de Puyjalon die Sommermonate mit seiner Frau verbrachte und dort selbst am 17. August 1905 verstarb. Sie bietet zahlreiche Feuchtwiesen und Relikte der letzten Eiszeit.

## Flora und Fauna
Der Park birgt über 450 Pflanzenarten, von denen 100 entweder als selten oder sehr selten gelten, oder normalerweise in weit entfernten Gebieten leben. So existiert die Mingan Thistle (Mingan-Distel) ansonsten nur in arktischen Gebieten, der Steinbrech findet weite Verbreitung.
Mehr als 200 Vogelarten sind im Parkgebiet bekannt. Seeschwalben, Möwen und Dreizehenmöwe (kittywake) kommen hier ebenso vor, wie die Ohrenscharbe, die zu den Kormoranen zählt, Tordalk (razorbill) und Gryllteiste, die ebenfalls zu den Alken zählt. Besonders auffällig ist der Papageitaucher. Auch sind die Inseln ein wichtiges Überwinterungsgebiet, etwa für Enten, wobei hier die Eiderente am häufigsten vorkommt. Auch trifft man Grasmücken, Sperlinge, Schnepfenvögel  und den Großen Gelbschenkel an.
An Säugetieren ist die Kegelrobbe, der Seehund und die Sattelrobbe anzutreffen; regelmäßig werden Angehörige von neun Walarten gesichtet. Darunter finden sich Mink- oder Zwergwale, die häufig küstennah zu sehen sind; weiter draußen finden sich Blauwale, Schweinswale, aber auch Buckelwal und Finnwal. An Land finden sich Biber, Neuweltotter, Bisam, verschiedene Arten der Gattung Eichhörnchen, Schneeschuhhase, Rotfuchs sowie verschiedene Wieselarten.

## Geschichte

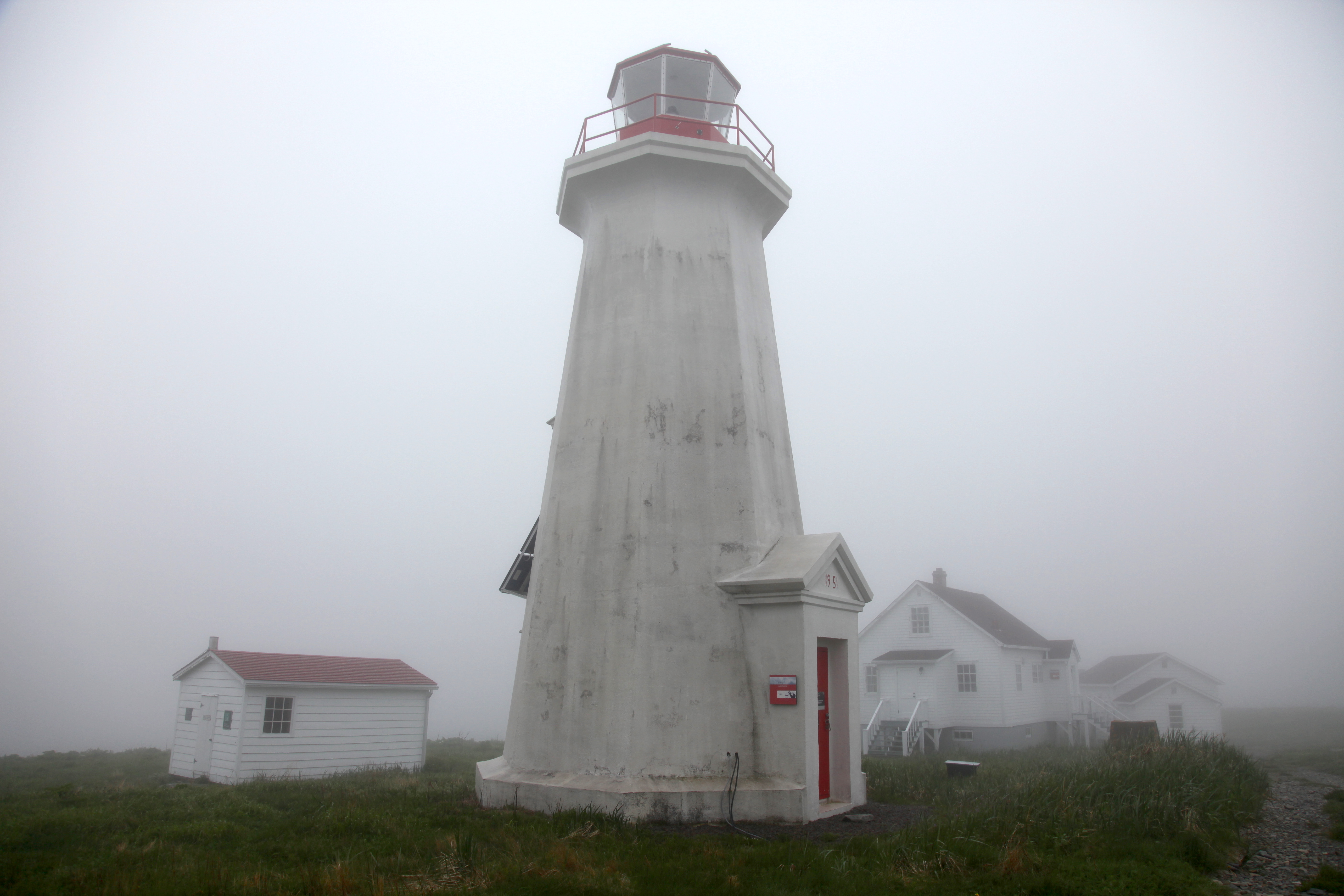
Leuchtturm auf der Île aux Perroquets, erneuert 1951, mit drei von sieben Betriebsgebäuden

Im Gegensatz zum sich nördlich anschließenden kanadischen Schild war die Kalksteinlandschaft des Mingan-Archipels starken Hebe- und Senkbewegungen ausgesetzt. Vor 20.000 Jahren lastete eine rund 2,5 km dicke Eisdecke auf dem Gebiet. Nachdem am Ende der letzten Eiszeit die Eismassen abgeschmolzen waren, lag das Gebiet rund 85 m unter dem Meeresspiegel, der seinerseits über 100 m gestiegen war. Um 5.000 v. Chr. tauchten die Inseln aus dem Meer auf und hoben sich weiter. Nun waren die Kalklagen starker Erosion ausgesetzt. In den zahlreichen Grotten und Höhlen, die entstanden, fanden sich Fossilien von mehr als 200 Meerestieren. Die Nordseite der Inseln ist auf einer Länge von 45 km von steilen Klippen gekennzeichnet, die bis über 15 m aus dem Meer ragen.
Die ältesten menschlichen Spuren reichen rund 2.000 Jahre zurück. Es waren die Innu, die zuerst in der Region lebten. Sie fischten, jagten Robben und sammelten Mollusken. Im 16. Jahrhundert gingen vor allem Basken von der Ile Nue de Mingan aus auf Waljagd. Sie haben ihre Öfen zur Verarbeitung und Konservierung auf der Insel zurückgelassen. Ihnen folgten die Akadier, frankophone Kanadier, die bis in die 1880er Jahre Robben fingen. Ihre Nachfahren leben heute in Havre Ste.-Pierre. Kulturell unterscheiden sich von ihnen die ebenfalls anzutreffenden Gaspé-Fischer, die gleichfalls Französisch sprechen.

Zu dieser Zeit kontrollierte die britische Hudson’s Bay Company die Inseln. Sie untersagte Ansiedlungen an der Nordküste und führte eine der größten Fuchsfarmen des Landes.

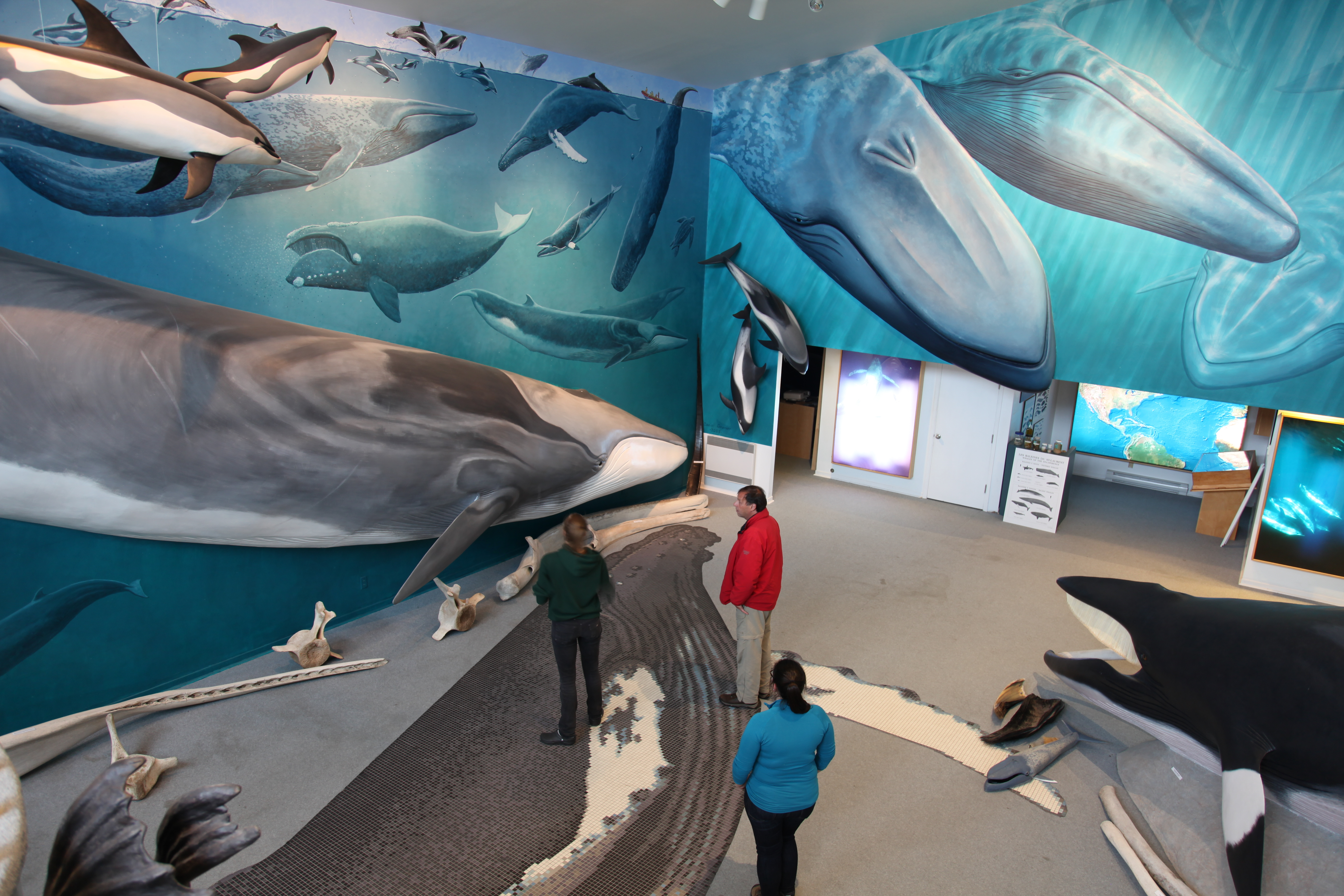
Museum der Walforschungsstation "Mingan Island Cetacean Study" in Long-Point-de-Mingan

Nach zwei Schiffshavarien ließ die Regierung auf der Île aux Perroquets 1888 einen Leuchtturm errichten. Der Leuchtturmwärter von 1888 bis 1891 auf der Île aux Perroquets, Count Henry de Puyjalon und Placide Vigneau, Wärter von 1892 bis 1912 wurden in der Region sehr bekannt. Der letzte Wärter war J. Robert Kavanagh von 1948 bis 1976. Er war der Vater von Danielle Kavanagh, die heute mit ihrem Mann Marius Vibert in Long-Point-de-Mingan ein Serviceunternehmen für Besucher des Mingan-Archipelago-Nationalparks betreibt.
1979 gründete der französische Ozeanograph Richard Sears die Walforschungsorganisation Mingan Island Cetacean Study (MICS) mit einer dauerhaften Forschungsstation in Long-Point-de-Mingan, die erstmals Langzeitstudien über das Vorkommen der Blauwale im Sankt-Lorenz-Golf durchführte. Der Station ist ein sehr aufschlussreiches, kleines Museum über die Meeressäugetiere angeschlossen, das der breiten Öffentlichkeit zu einem Besuch offensteht.